# Биржевой стакан

Динамический график биржевого стакана. По вертикали — сумма объёма заявок (покупатели слева, продавцы справа); по горизонтали — цена, на примере валютного рынка; посередине спред — разрыв между ценами заявок продавцов-покупателей

«Биржевой стакан» (англ. DOM, Depth of Market) — это таблица лимитных заявок (англ. order book) на покупку и продажу ценных бумаг, контрактов на срочном, товарном или фондовом рынке.
Каждая заявка содержит цену (котировку) и количество акций. Биржа отправляет эти данные брокерам (торговым представителям), они передают их трейдерам (участникам торгов).
Стакан отображает суммарное количество отложенных заявок на покупку и продажу контрактов или акций по каждой цене выше и ниже рыночной цены.
Биржевой стакан торгового терминала позволяет оценить спрос и предложение на рынке в данный момент времени. В техническом анализе стакан используется для того, чтобы распознать «линию наименьшего сопротивления», по которой движется бумага. Считается, что если заявки начинают быстро исчезать, то цена, возможно, вскоре двинется в том же направлении.
Современные биржевые стаканы позволяют анализировать дисбаланс ликвидности равноудаленных заявок — таким образом «объемный анализ» стакана дает возможность точно оценить дисбаланс спроса и предложения, наиболее ликвидные ценовые уровни.

## Особенности
- В стакане отображаются только заявки с объявленной ценой.
- Все заявки абсолютно анонимные, открытый аукцион.
- В нём не различаются стоп-заявки на закрытие позиций, заявки на открытие, покупки на заёмные средства и продажи без покрытия.
- На некоторых биржах (в их числе NYSE) за каждой заявкой стоит несколько покупателей или продавцов: отображается цена и количество бумаг, но не количество участников.